# Bob Kauffman
Robert Kauffman, detto Bob (Brooklyn, 13 luglio 1946 – Lilburn, 25 luglio 2015), è stato un cestista, allenatore di pallacanestro e dirigente sportivo statunitense, professionista nella NBA.

## Carriera
Venne selezionato dai Seattle SuperSonics al primo giro del Draft NBA 1968 (3ª scelta assoluta).

## Palmarès

### Giocatore
- 3 volte NBA All-Star (1971, 1972, 1973)